# Лятошин
Лятошин (пол. Latoszyn) — село в Польщі, у гміні Дембиця Дембицького повіту Підкарпатського воєводства.
Населення — 1393 особи (2011).
У 1975-1998 роках село належало до Тарновського воєводства.

## Демографія
Демографічна структура станом на 31 березня 2011 року:
|          | Загалом | Допрацездатний вік | Працездатний вік | Постпрацездатний вік |
| -------- | ------- | ------------------ | ---------------- | -------------------- |
| Чоловіки | 708     | 174                | 470              | 64                   |
| Жінки    | 685     | 143                | 405              | 137                  |
| Разом    | 1393    | 317                | 875              | 201                  |